# Elezioni presidenziali in Francia del 1981
(Slogan della campagna presidenziale di Mitterrand)
Le elezioni presidenziali in Francia del 1981 si tennero il 26 aprile (primo turno) e il 10 maggio (secondo turno); François Mitterrand fu eletto Presidente della Repubblica al secondo turno.

## Storia
Le elezioni presidenziali del 1981 sono state le quinte elezioni del Presidente della Repubblica francese della Quinta Repubblica francese e le prime nelle quali il Presidente uscente si ricandida (al suffragio universale) per un nuovo mandato.
Queste elezioni presidenziali sono particolarmente ricordate per diverse ragioni:
- la vittoria della sinistra (anche grazie a un complesso e vasto programma elaborato nei mesi precedenti[1]), che poi alle elezioni legislative anticipate otterrà anche la maggioranza presidenziale (PS, PCF e MRG);
- l'abbassamento dell'età minima per votare da 21 a 18 anni, gli elettori passano da 30 a 36 milioni;
- la mancata rielezione del Presidente in carica;
- la candidatura (poi ritirata) del comico Coluche, in realtà (ma si saprà decenni dopo) questa era uno stratagemma organizzato da Jacques Attali per favorire Mitterrand;
- Il sostegno – sotterraneo ma decisivo – di Jacques Chirac, tra i due turni, a Mitterrand.

## Risultati
|                 | François Mitterrand      | Partito Socialista                 | 7 505 960  | 25,85 | 15 708 262 | 51,76 |  |  |
|                 | Valéry Giscard d'Estaing | Unione per la Democrazia Francese  | 8 222 432  | 28,32 | 14 642 306 | 48,24 |  |  |
|                 | Jacques Chirac           | Raggruppamento per la Repubblica   | 5 225 848  | 18,00 |            |       |  |  |
|                 | Georges Marchais         | Partito Comunista Francese         | 4 456 922  | 15,35 |            |       |  |  |
|                 | Brice Lalonde            | Mouvement d'écologie politique     | 1 126 254  | 3,88  |            |       |  |  |
|                 | Arlette Laguiller        | Lotta Operaia                      | 668 057    | 2,30  |            |       |  |  |
|                 | Michel Crépeau           | Movimento dei Radicali di Sinistra | 642 847    | 2,21  |            |       |  |  |
|                 | Michel Debré             | Divers droite                      | 481 821    | 1,66  |            |       |  |  |
|                 | Marie-France Garaud      | Divers droite                      | 386 623    | 1,33  |            |       |  |  |
|                 | Huguette Bouchardeau     | Parti Socialiste Unifié            | 321 353    | 1,11  |            |       |  |  |
| Totale          | Totale                   | Totale                             | 29 038 117 | 100   | 30 350 568 | 100   |  |  |
|                 |                          |                                    |            |       |            |       |  |  |
| Voti non validi | Voti non validi          | Voti non validi                    | 477 965    | 1,62  | 898 984    | 2,88  |  |  |
| Votanti         | Votanti                  | Votanti                            | 29 516 082 | 81,09 | 31 249 552 | 85,85 |  |  |
| Elettori        | Elettori                 | Elettori                           | 36 398 859 |       | 36 398 762 |       |  |  |